# Saint-Léger (Belgien)
Saint-Léger  ist eine belgische Gemeinde im Süden der Provinz Luxemburg.

## Gemeinde Saint-Léger
Die heutige Gemeinde Saint-Léger wurde im Zuge der belgischen Gemeindereform zum 1. Januar 1977 aus folgenden 3 Gemeinden gebildet (jetzt Ortsteile der neuen Gemeinde):
| amtlicher Name (franz.) | wallonischer Name | luxemburgischer Name | deutscher Name |
| ----------------------- | ----------------- | -------------------- | -------------- |
| Châtillon               | Tchèkion          | Schasteljong         | -              |
| Meix-le-Tige            | Mèych-li-Tîxhe    | Dâitsch-Meesch       | Deutsch-Meer   |
| Saint-Léger             | Sié-Ldjî          | Zieljhee             | -              |

## Geschichte
Saint-Léger und Maix-le-Tige wurden erstmals 1255 erwähnt als Saint-Ligier und Mers. Saint-Léger verdankt seinen Namen dem Heiligen Sankt Leodegar. Der Name von Meix-la-Tige (deutsches Meix, zur Unterscheidung vom Nachbarort Meix-devant-Virton) weist auf die zwischen den beiden Orten verlaufende deutsch-französische Sprachgrenze hin, ähnlich wie bei den lothringischen Ortschaften Audun-le-Tiche (Deutsch-Oth) und Audun-le-Roman.
Das Gemeindegebiet gehörte bis zur Annexion durch Frankreich (1. Oktober 1795) zum mittelalterlichen Deutschen Reich (Grafschaft bzw. Herzogtum Luxemburg), danach zum neugebildeten französischen Département Forêts. Nach dem Wiener Kongress wurde es 1815 dem neugegründeten Königreich der Vereinigten Niederlande zugesprochen. Seit der Belgischen Revolution 1830 gehört das Gemeindegebiet zum Königreich Belgien.

## Persönlichkeiten
- Abbé Sosson (1881–1945), römisch-katholischer Geistlicher, NS-Opfer
- Constant Bilocq (1912–1945), römisch-katholischer Geistlicher, NS-Opfer